# Tomás Andrade
Tomás Gustavo Andrade (Buenos Aires, 16 novembre 1996) è un calciatore argentino, centrocampista dell'Always Ready.

## Caratteristiche tecniche
È un trequartista.

## Carriera
Cresciuto nelle giovanili del River Plate, ha debuttato il 30 aprile 2016 in un match vinto 3-0 contro il Vélez Sarsfield.
Dal 2015 a gennaio 2016 ha giocato in prestito al Bournemouth.

## Statistiche

### Presenze e reti nei club
Statistiche aggiornate al 7 luglio 2017.
| Stagione        | Squadra         | Campionato      | Campionato | Campionato | Coppe nazionali | Coppe nazionali | Coppe nazionali | Coppe continentali | Coppe continentali | Coppe continentali | Altre coppe | Altre coppe | Altre coppe | Totale | Totale | Totale |
| Stagione        | Squadra         | Comp            | Pres       | Reti       | Comp            | Pres            | Reti            | Comp               | Pres               | Reti               | Comp        | Pres        | Reti        | Pres   | Reti   |        |
| --------------- | --------------- | --------------- | ---------- | ---------- | --------------- | --------------- | --------------- | ------------------ | ------------------ | ------------------ | ----------- | ----------- | ----------- | ------ | ------ | ------ |
| 2016            | River Plate     | PD              | 3          | 0          | CA              | 4               | 0               |                    | -                  | -                  |             | -           | -           | 7      | 0      |        |
| 2016-2017       | River Plate     | PD              | 14         | 0          | CA              | 1               | 0               | RS+CL              | 2+2                | 0                  |             | -           | -           | 19     | 0      |        |
| Totale carriera | Totale carriera | Totale carriera | 17         | 0          |                 | 5               | 0               |                    | 4                  | 0                  |             | -           | -           | 26     | 0      |        |

## Palmarès

### Club

#### Competizioni internazionali
- Recopa Sudamericana: 1

River Plate: 2016

#### Competizioni nazionali
- Copa Argentina: 1

River Plate: 2015-2016